# Distrito Poniente (Palma de Mallorca)

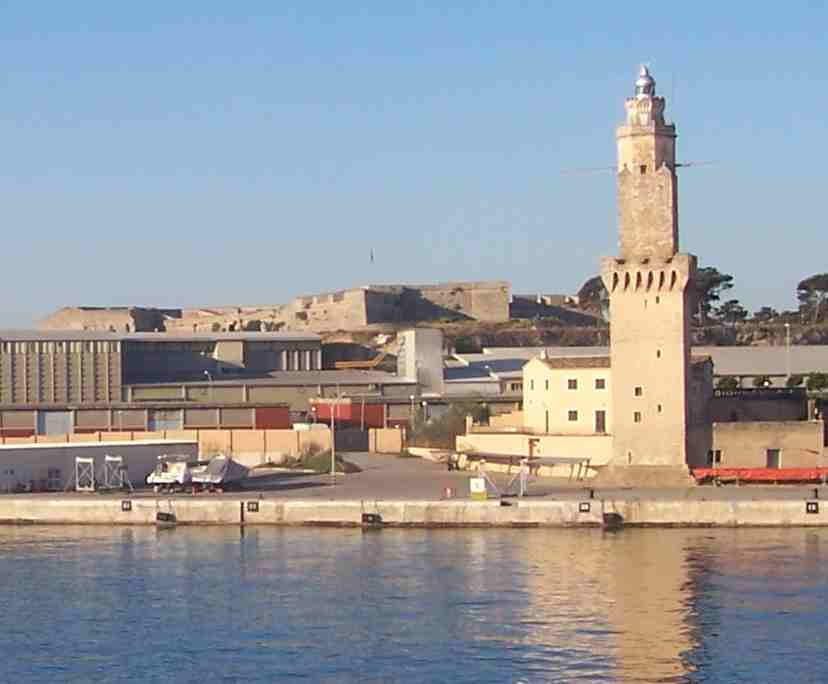
Puerto de Portopí

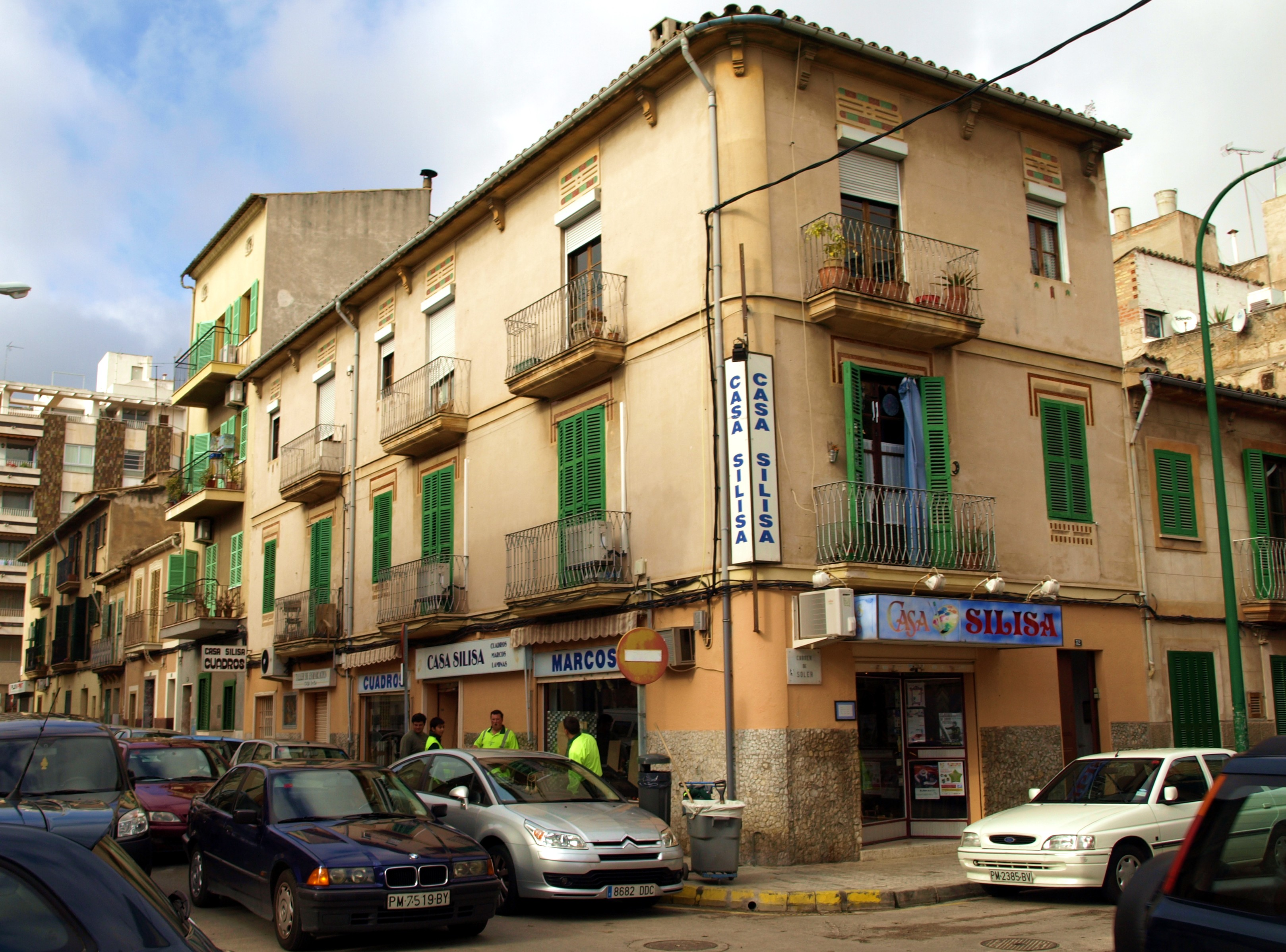
Barrio de Santa Catalina.

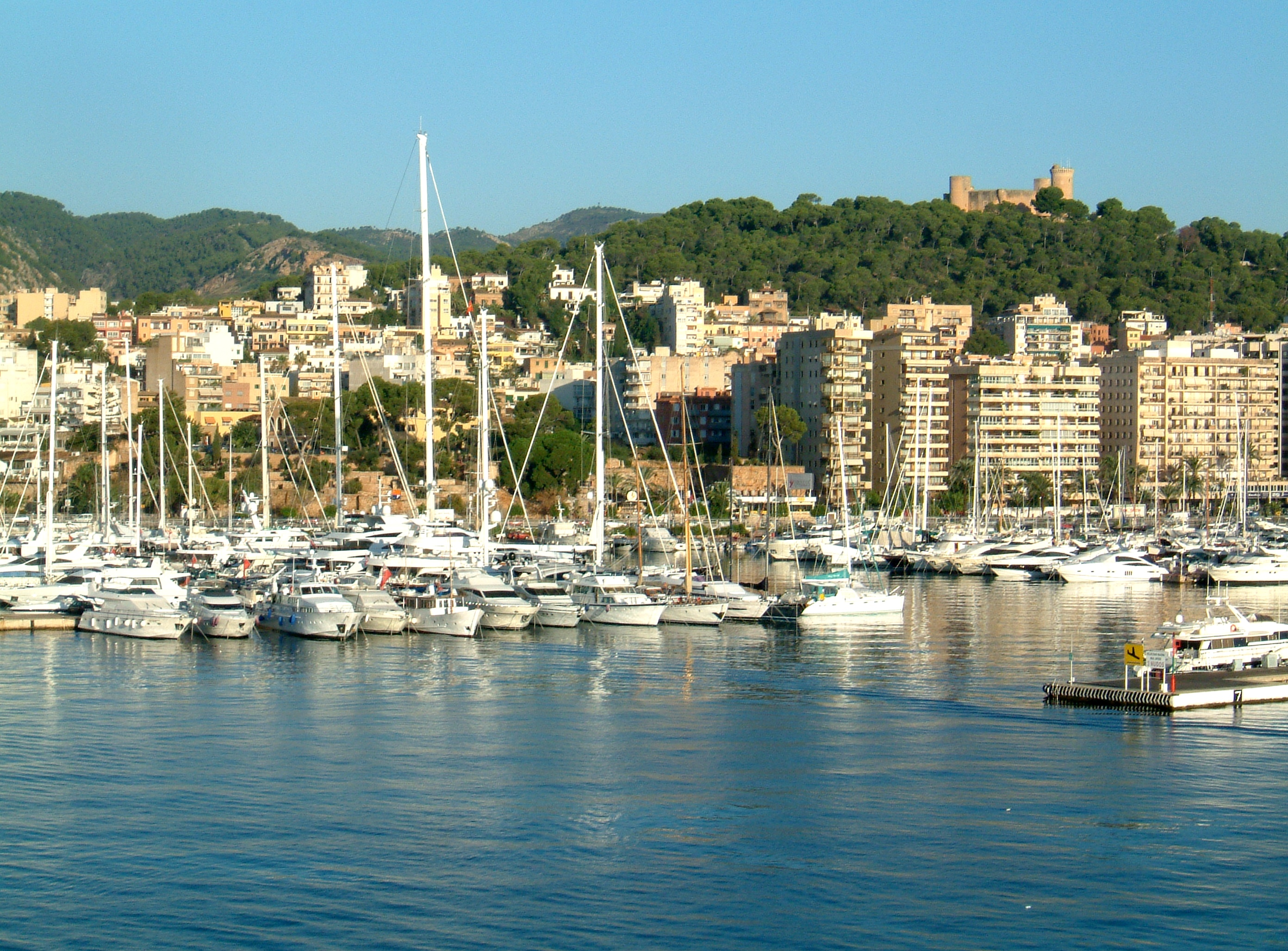
Puerto de Palma con el Castillo de Bellver al fondo.

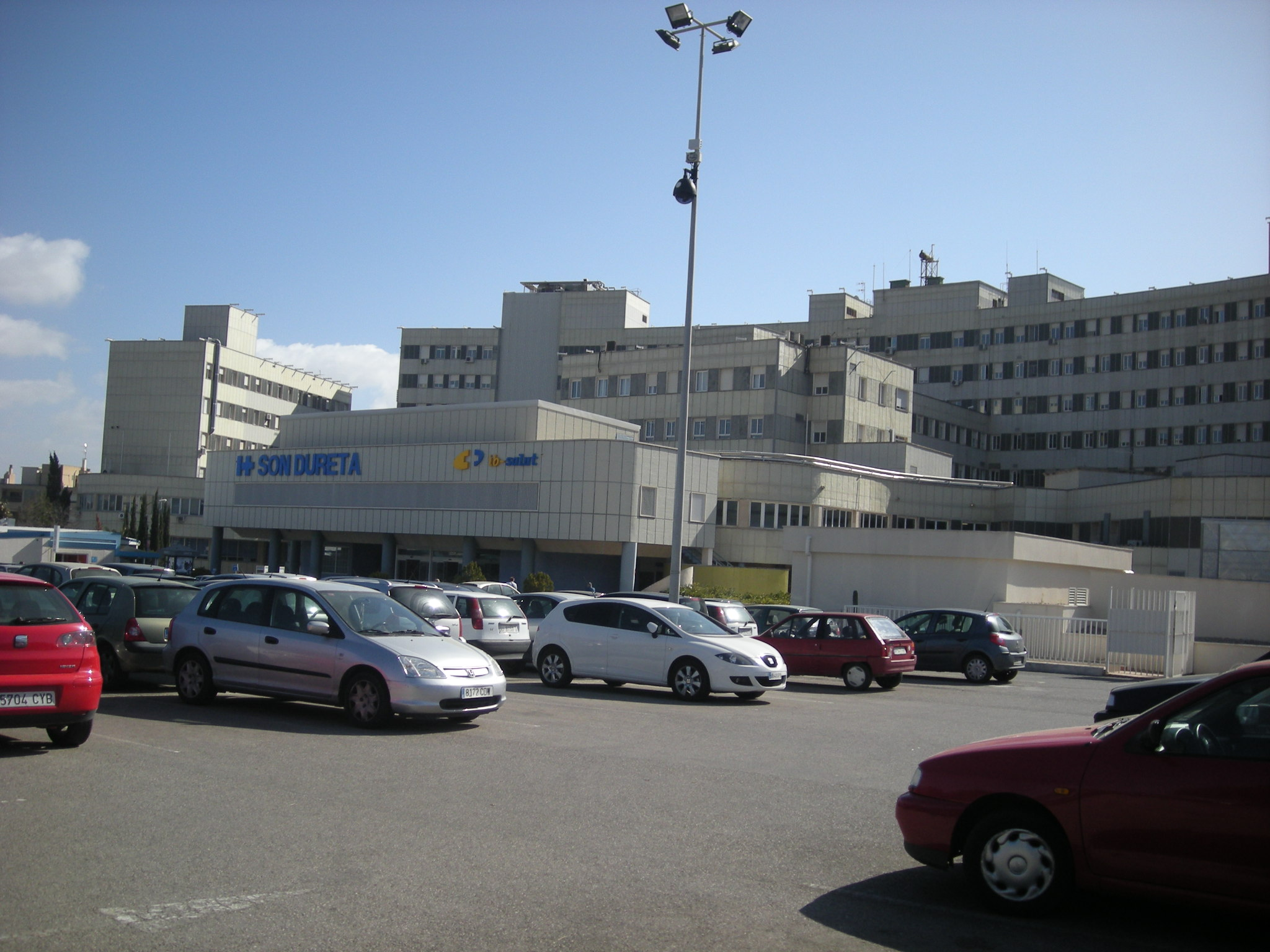
Hospital de Son Dureta

El distrito de Poniente (districte de Ponent en catalán) es una de les cinco zonas administrativas en que se divide el término municipal de Palma de Mallorca. Está formado por un total de 26 barrios.

## Historia
A causa de la aplicación de la "Ley de grandes ciudades", desde marzo de 2005 la ciudad de Palma está dividida en cinco distritos. Estos distritos están mandados por un concejal responsable, popularmente conocido como alcalde de barrio. En cada uno de los distritos se ha instalado una oficina de distrito donde los ciudadanos pueden realizar cualquier gestión con el ayuntamiento. De esta manera se ha descentralizado el gobierno municipal.

## Localización
El Distrito de Poniente está situado al oeste de la ciudad, limita con las localidades de Calviá y Puigpuñent por el oeste y con los distritos Norte y Centro por el este.

## Barrios
El distrito de Poniente está formado por los siguientes barrios:
|    |                        |                  |  |  |
|    | Barrio                 | Población (2018) |  |  |
| 14 | San Agustín            | 5,553            |  |  |
| 15 | Cala Mayor             | 6,210            |  |  |
| 16 | Portopí                | 3,067            |  |  |
| 17 | La Bonanova            | 3,379            |  |  |
| 18 | Génova                 | 2,260            |  |  |
| 19 | El Terreno             | 6,873            |  |  |
| 20 | Bellver                | Sin residentes   |  |  |
| 21 | Son Armadams           | 8,279            |  |  |
| 22 | Sa Teulera             | 1,829            |  |  |
| 23 | Son Espanyolet         | 7,580            |  |  |
| 24 | Son Dureta             | 2,305            |  |  |
| 25 | Santa Catalina         | 1,788            |  |  |
| 26 | El Jonquet             | 738              |  |  |
| 27 | Son Peretó             | 1,699            |  |  |
| 28 | Son Flor               | 1,371            |  |  |
| 29 | Son Serra-La Vileta    | 6,625            |  |  |
| 30 | Son Roca               | 2,181            |  |  |
| 31 | Son Ximelis            | 2,419            |  |  |
| 32 | Son Anglada            | 541              |  |  |
| 33 | Son Rapiña             | 4,033            |  |  |
| 34 | Los Almendros-Son Pacs | 2,968            |  |  |
| 35 | Son Xigala             | 4,808            |  |  |
| 36 | Son Vida               | 743              |  |  |
| 37 | Son Cotoner            | 12,356           |  |  |
| 38 | Son Dameto             | 7,301            |  |  |
| 39 | Campo de Serralta      | 7,799            |  |  |
| 40 | El Fortín              | 7,301            |  |  |
|    | TOTAL                  | 112,006          |  |  |